# Téléfilm Canada
Téléfilm Canada est un organisme fédéral d'État relevant du ministère du Patrimoine canadien. Téléfilm Canada est spécialisé dans la promotion et le développement de l'industrie audiovisuelle canadienne et apporte donc un soutien financier et stratégique aux industries canadiennes  du cinéma, de la télévision et des nouveaux médias.
Fondé par le parlement canadien en 1967 sous le nom de Société de développement de l'industrie cinématographique canadienne (SDICC), avec Michael Spencer comme premier responsable, Téléfilm Canada était à l'origine uniquement voué à l'industrie du cinéma. Ce n'est qu'en 1984, à la suite de la création en 1983 du Fonds de développement d'émissions canadiennes de télévision, que le nom de Téléfilm Canada est adopté afin de mieux refléter l'ensemble des activités de l'organisme.
Aujourd'hui, Téléfilm Canada est composé de trois fonds principaux : 
- le Fonds du long métrage du Canada,
- le Fonds canadien de télévision
- le Fonds des nouveaux médias du Canada.

En 2007, Téléfilm Canada célèbre son quarantième anniversaire.

## Restauration
En mai 2023, Téléfilm Canada verse près de 660 000 $ dans la numérisation et la restauration de 23 films canadiens classiques.